# Shorobe
Shorobe è un villaggio del Botswana situato nel distretto Nordoccidentale, sottodistretto di Ngamiland East. Il villaggio, secondo il censimento del 2011, conta 1.031 abitanti.

## Località
Nel territorio del villaggio sono presenti le seguenti 39 località:
- Bodumatau,
- Bodumatau,
- Boikhutso di 12 abitanti,
- Bomakwhe di 28 abitanti,
- Boura di 13 abitanti,
- Chixoma,
- Dinao di 11 abitanti,
- Gabamochaa di 23 abitanti,
- Kanana di 5 abitanti,
- Karatshaa di 11 abitanti,
- Khwai Camp di 191 abitanti,
- Khwai River Lodge di 60 abitanti,
- Lebaleng,
- Lerobo di 2 abitanti,
- Makoba,
- Matsaudi di 123 abitanti,
- Mawana Vet Gate di 6 abitanti,
- Mochabo di 205 abitanti,
- Mopako,
- Nxabe di 120 abitanti,
- Nxanxana,
- Pelotshweu di 8 abitanti,
- Phefodiafoka di 13 abitanti,
- Sakadana di 3 abitanti,
- Santawana Lodge & Work Camp di 1 abitante,
- Sanyana di 9 abitanti,
- Seamogano di 3 abitanti,
- Semaotwana di 2 abitanti,
- Sexaxa di 776 abitanti,
- Shokomokwe di 58 abitanti,
- South Gate Camp di 17 abitanti,
- Thari ya Nanane di 9 abitanti,
- Tsaro Elephant Lodge,
- Tsatsabaga di 15 abitanti,
- Tshipidi di 5 abitanti,
- Workers Camp & Safari Camp,
- Xadora/Nanogaonne di 1 abitante,
- Xininkhwe di 8 abitanti,
- Xuxau di 53 abitanti